# One-nation conservatism
De term One-nation conservatism (één-natie-conservatisme) verwijst naar een stroming binnen het Britse politieke conservatisme, die teruggaat op het gedachtegoed van de negentiende-eeuwse premier Benjamin Disraeli. Deze conservatieve stroming streeft naar het verkleinen van de kloof tussen welvarende en arme burgers. Volgens aanhangers van deze maatschappijopvatting is er sinds de industriële revolutie in het Verenigd Koninkrijk sprake van een tweedeling in "two nations". De nieuw opkomende middenklasse en de nieuwe rijken zouden, anders dan de klassieke aristocratie, geen oog hebben voor de noden van de armen. Deze tweedeling moet door het aanmoedigen van particuliere initiatieven van rijke burgers, en met sociale wetgeving van overheidswege worden verkleind, zodat de rijke en de onderklasse niet meer in twee, maar in één natie leven ("one nation"). 
Aanhangers van het one-nation conservatism geloven in een organische samenleving, waarin de verschillende klassen verplichtingen hebben naar elkaar. Disraeli zag de samenleving als een natuurlijke hiërarchie, en benadrukte dat de aristocratie de dure plicht had genereus en edelmoedig te zijn jegens hen die het minder hadden. Deze gedachte gaat terug op de (geïdealiseerde) maatschappij van het middeleeuwse feodalisme. One-nation conservatists zijn paternalistisch, en streven naar het behoud (of herstel) van de bestaande orde, die als natuurlijk wordt beschouwd. Juist het ontregelen van de bestaande orde door het liberalisme of revolutionaire denkbeelden heeft geleid tot de verslechtering van de positie van de armen.
Tot aan het einde van de jaren zeventig was het one-nation conservatism de officiële ideologie van de Conservatieve Partij in het Verenigd Koninkrijk. De sociale wetgeving in het Groot-Brittannië van het einde van de negentiende eeuw waren het werk van opeenvolgende conservatieve regeringen. Bekende Britse premiers die aanhangers waren van het one-nation conservatism, waren Benjamin Disraeli (1868; 1874-1880), Stanley Baldwin (1923-1924; 1924-1929; 1935-1937), Neville Chamberlain (1937-1940), Harold Macmillan (1957-1963) en Edward Heath (1970-1974). 
Dit pragmatische one-nation conservatism, hun hang naar protectionisme, en het voorkómen van conflicten door het bewandelen van het politieke midden, maakte de conservatieve partij de aangewezen kandidaat voor coalities met de Labour Partij. Zowel Baldwin als Chamberlain leidden coalitieregeringen met Labour.
Margaret Thatcher, premier van het Verenigd Koninkrijk van 1979 tot 1990, brak radicaal met het one-nation conservatism en omarmde de ideeën van het economisch liberalisme, waar de Britse premier Disraeli indertijd juist zo'n fel tegenstander van was. Sinds David Cameron, premier van 2010 tot 2016, is er weer meer aandacht binnen de conservatieve partij voor het one-nation conservatism (Big Society). Premier Theresa May, noemt zichzelf een one-nation conservative. Ook Boris Johnson, de minister van Buitenlandse Zaken onder premier May en de huidige premier, omschrijft zich als een one-nation conservative. De meeste one-nation conservatives zijn echter pro-Europees.

## Kenmerken
- sterke aanhankelijkheid aan de monarchie
- paternalisme
- sociale politiek (voorkeur voor particulier initiatief, aangemoedigd door de overheid, maar ook sociale wetten)
- pragmatisme
- traditionalisme
- liberaal conservatisme
- organische samenleving (gemeenschapsgevoel: communitarisme)
- grote nadruk op religie (Christendom) in het publieke en private terrein
- bereidheid tot consensus
- centrisme

## High Toryism
Een High Tory is ongeveer hetzelfde als een One-nation conservative, maar high toryism is meer dan een politieke filosofie, het is tevens een bepaalde, aristocratische en agrarische (feodale) levensstijl gecombineerd met een paternalistische compassie ten opzichte van de minderbedeelden.

## Tory Socialism
Tory socialisten staan "links" van de One-nation conservatives omdat ze voorstanders zijn van een grotere mate van staatsingrijpen. Vanwege het invoeren van sociale wetgeving werd de conservatieven in de negentiende eeuw door de oppositie "staatssocialisme" verweten.

## Tory Reform Group
Binnen de Conservatieve partij promoot de Tory Reform Group One-nation conservatism, Europeanisme, liberaal conservatisme en centristische ideeën. De TRG vormt de linkervleugel van de Conservatieve partij.

## Blue Labour
Binnen de Labour Party is een stroming actief die Blue Labour wordt genoemd en tegenstander is van zowel staatssocialisme als neoliberalisme. Aanhangers van Blue Labour benadrukken, net als One-nation conservatives, traditionele normen en waarden, samenwerking tussen de klassen en een organische samenleving. Zij worden ook wel small-"c", d.i. conservatieve, socialisten genoemd.

## Canada
In Canada kent men de Red Tories, rode conservatieven die aanhangers zijn van een organische samenleving, voorstanders van sociale wetgeving, tegenstanders van vrijhandelsverdragen met de Verenigde Staten van Amerika en het belang van de Commonwealth of Nations benadrukken.

## Raakvlakken met de christendemocratie
Angelsaksische landen kennen geen christendemocratische partijen. Er bestaan echter wel raakvlakken tussen het One-nation of red toryism en de christendemocratie. De christendemocratie is echter een goed uitgewerkte ideologie, terwijl er geen volledig uitgewerkte One-nation filosofie bestaat. Phillip Blond (*1966), de auteur van het boek Red Tory: How Left and Right Have Broken Britain and How We Can Fix It (2010) geeft weliswaar een uiteenzetting van het gedachtegoed van het One-nation conservatism of Red Toryism, maar de vraag is of Blond representatief kan worden genoemd voor het One-nation conservatism.